# Klapovský potok
Klapovský potok je potok, levostranný přítok řeky Jihlavy v okrese Třebíč. Jeho délka činí 13,8 km a plocha povodí 36,0 km². V historii bylo spekulováno o tom, že by na Klapovském potoce mohla vzniknout přehrada.

## Průběh toku
Klapovský potok pramení u Benetic v nadmořské výšce 610 m n. m. a mezi Věstoňovicemi a Horními Vilémovicemi plyne, po pravé straně míjí lesní trať Klapov. Na jih od Přeckova potok přijímá první větší přítoky, původně napájející místní soustavu rybníků: Horní Přeckov, Podlipský, Klášterský u Rudíkova, Březinu a Velký Bor a Malý Bor. Tři posledně jmenované rybníky spojuje potok Březinka, levostranný přítok Klapovského potoka, splývající s ním v Trnavě.
Od Trnavy již teče Klapovský potok v podstatě přímo na jih k řece Jihlavě. Z pravé strany přijímá potok přitékající od rybníčků Opatůvky a Výčapského a míjí Ptáčovský kopeček. Z levé strany přitéká před kovárnou do Klapovského potoka potok od rybníků Malé Štěpnice a Velké Štěpnice. Potok míjí Ptáčov na západě a na jih od něho přijímá poslední pravostranný přítok od ptáčovských rybníků Starého Ptáčova, Hrachovce a Nohavičky. Do Jihlavy se potok vlévá nedaleko Táborského mlýna. Předtím podtéká silnici č. I/23
Tok Klapovského potoka vytváří nebo sleduje větší část východních a severních hranic katastrálního území Ptáčova.